# Slikoviti most
Slikoviti most (rus. Живописный мост) je ovješeni most koji premošćuje rijeku Moskvu u ruskom glavnom gradu Moskvi. Prvi je ovješeni most u Moskvi i najviši je ovješeni most u Europi. Otvoren je 27. prosinca 2007.
Ukupna dužina mosta koji ima oblik slova S je oko 1,5 kilometara, uključujući 420 metara dug i 37 metara širok glavni dio mosta koji se nalazi iznad rijeke. Glavni nosač je u obliku luka, koja počinje s jedne strane i obale mosta i završava na drugoj strani i obali rijeke. Ispod čeličnog luka je obješena sferolika struktura u kojoj je bio planiran restoran, no projekt je napušten zbog manjka zainteresiranih investitora.

## Galerija
- Most iz daljine
- Restoran na vrhu nosača
- Most s rijeke
- Tijekom izgradnje

### Zajednički poslužitelj
|  | Zajednički poslužitelj ima stranicu o temi Slikoviti most    |
|  | Zajednički poslužitelj ima još gradiva o temi Slikoviti most |

## Vanjske poveznice
- (rus.)(en) Službena stranica izvođača radova